# Tarso Voon
Der Tarso Voon ist ein 2859 Meter hoher Schichtvulkan im Norden der Republik Tschad. Er liegt im westlichen Zentrum des Tibesti-Gebirges.
Der Gipfel des Berges wird von seiner 14 × 18 km großen und verhältnismäßig flachen Caldera dominiert. An seiner nordöstlichen Bergflanke liegen in einem 180-Grad-Bogen ausgedehnte Basaltfelder und ein Nebenkrater, der Ehi Mosgau. Gesteinsbestimmungen ergaben eine Entstehungszeit im Quartär. Ablagerungen von pyroklastischen Wolken finden sich im Umkreis von 15 bis 35 km um die Caldera. Das Gebirgsmassiv des Tarso Voon erhebt sich über einer als präkambrischer Schiefer bezeichneten Gesteinsschicht.
Das bekannte Soborom-Solfatarenfeld, das größte im Tibesti-Gebirge, liegt rund 5 km westlich der Gipfelcaldera in einem durch tektonische Hebungen entstandenen Gebiet. Seine Fumarolen, aktiven Schlammlöcher und heißen Quellen werden von der Bevölkerung des Tibesti zu medizinischen Zwecken besucht.

## Quelle
- Tarso Voon im Global Volcanism Program der Smithsonian Institution (englisch)